# التحالف العالمي للقاحات والتحصين
التحالف العالمي للقاحات والتحصين (بالإنجليزية: Gavi, the Vaccine Alliance)‏ (اختصار GAVI؛  وكان سابقاً التحالف العالمي من أجل اللقاحات والتمنيع، وقبل ذلك التحالف العالمي للقاحات والتطعيم) هي شراكة صحية عالمية بين القطاعين العام والخاص ملتزمة بزيادة فرص التحصين في البلدان الفقيرة.
تجمع جافى الحكومات النامية والجهات المانحة، ومنظمة الصحة العالمية، واليونيسف، والبنك الدولي، وصناعة اللقاحات في كل من الدول الصناعية والنامية، والوكالات البحثية والتقنية، والمجتمع المدني، ومؤسسة بيل وميليندا غيتس وغيرها من المؤسسات الخاصة والفاعلة للخير.

## التاريخ

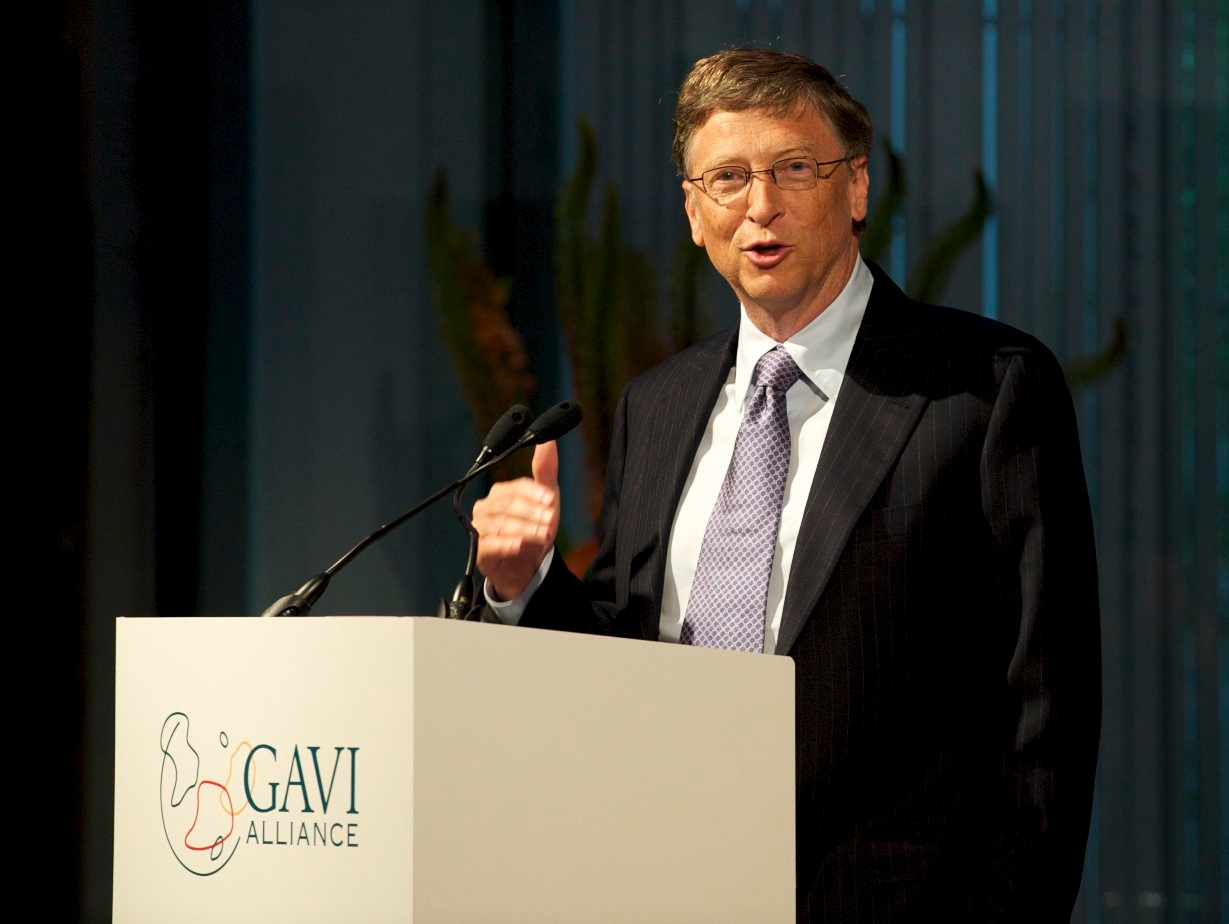
بيل جيتس، متحدثًا في حدث إعلان Gavi الذي استضافته المملكة المتحدة في يونيو 2011

تم إنشاء التحالف العالمي للقاحات والتحصين في عام 2000 كخليفة لمبادرة لقاح الأطفال، التي تم إطلاقها في عام 1990.
الدكتور سيث بيركلي هو الرئيس التنفيذي لـ GAVI منذ عام 2011.
تبرعت مؤسسة بيل وميليندا غيتس بمبلغ 1.5 مليار دولار للتحالف اعتبارًا من يناير 2013.
في أغسطس 2014، غيرت Gavi اسمها من "GAVI Alliance" وقدمت شعارًا جديدًا. تم الكشف عن كل من التغييرات في أغسطس؛ حيث حصلت على اسم نطاق gavi.org ثم غيرت نطاقها الأساسي من gavialliance.org إلى gavi.org.

## روابط خارجية
- الموقع الرسمي